# 細江純子
細江 純子（ほそえ じゅんこ、1975年3月12日 - ）は、かつて日本中央競馬会 (JRA) に所属していた元騎手。騎手引退後は競馬評論家としてフリーで活動している。愛知県蒲郡市出身。
愛称は「ホソジュン」。自身もコラム内でこの愛称を使用している。競馬評論家としては独自の肩書き「ホース・コラボレーター」を使用している。

## 略歴
テレビアニメ『ハロー!レディリン』と武豊の影響を受け、愛知県立蒲郡東高等学校在学中より騎手を志し、自転車通学やジムなどで基礎体力作りをした。
1993年、競馬学校に入学。卒業後の1996年にJRA初の女性騎手として牧原由貴子、田村真来とともにデビューし、栗東・柳田次男厩舎の所属となる。この競馬学校12期生は「花の12期生」と呼ばれ、その他の同期生には福永祐一や和田竜二、古川吉洋らがいる。なお、高校卒業後にJRAの競馬学校騎手課程に入学し、騎手デビューを果たしたのは2022年現在でも細江が唯一である（高校を中退して入学した者は同期の福永をはじめ比較的多い）。
初騎乗は同年3月2日の中京競馬第1競走で、サファイヤリネンに騎乗し16頭立ての9着。初勝利は同年5月12日の京都競馬第12競走、レゾンデートルで挙げた。そのレゾンデートルで、同年夏には重賞の北九州記念にも騎乗した（結果は9着）。デビュー年の勝ち鞍は3つだった（5月12日京都第12競走レゾンデートル、6月9日中京第7競走レゾンデートル、7月13日小倉第2競走カシノスピード）。
1998年に柳田厩舎所属からフリーに転向。デビューした年から毎年勝ち星を挙げ、1999年には日本の女性騎手としては初となる海外競馬（シンガポール）での勝利も挙げた。しかし、重賞制覇などの目立った成績は残せぬまま、怪我のため2001年6月15日付けで騎手を引退。中央競馬での通算成績は493戦14勝であった。
騎手引退後は武豊の助言をきっかけに、競馬評論家・解説者としてテレビ番組への出演や雑誌・新聞での執筆活動をしており、牡馬を「○○くん」、牝馬を「○○ちゃん」と擬人化表現で呼ぶなどの独特な語り口で競馬ファンに知られている。
2011年2月4日に橋田満厩舎の調教助手である児玉武大と結婚。産休のため、2013年6月23日の第54回宝塚記念当日における関西テレビ『競馬BEAT』への出演を最後に一旦全ての放送出演を取り止める。その後、同年9月24日に長男を出産したことを同月26日に自身のTwitterで報告。同年12月22日には第58回有馬記念当日の中山競馬場で執り行われたオルフェーヴルの引退式の司会者として現場復帰した。
2014年1月5日にはフジテレビの『みんなのKEIBA』で、初めてテレビ中継のレース解説を務めた。
2020年9月16日には東京都墨田区江東橋に会員制の競馬コミュニティスナック「スナックズンコ」を開店。同店の公式YouTubeチャンネルなどでは自身の幼馴染で元女優という設定の「ズンコママ」に扮している。
2024年11月、自身のコラムにおいて、連載していたコラムなどを終了させ、競馬関連との仕事から一旦距離を置くことを表明している。

## 活動

### テレビ・ラジオ出演

#### 現在
- みんなのKEIBA（フジテレビ） - 解説
- 競馬BEAT（関西テレビ・東海テレビ） - 特別リポーター（2010年1月 - ）
- BSイレブン競馬中継（BS11） - 解説（土曜日・ダートグレード競走中継専任。不定期出演）
- 浦和競馬 注目レース大討論会（テレビ埼玉） - 解説

#### 過去
- うまッチ!（フジテレビ） - 隔週レギュラー
- DREAM競馬（関西テレビ） - GIレース、及びディープインパクト専門レポーター。2007年は「フィールドキャスター」という肩書きで不定期出演。
- スーパー競馬（フジテレビ） - GIレース専門レポーター
- みんなのケイバ（フジテレビ） - パドック解説
- 中央競馬ワイド中継（首都圏トライアングル） - 土曜日レギュラー
- Odds On TV!「細江純子の美しきホースマンたち」（グリーンチャンネル）
- トレセンTIME（グリーンチャンネル）
- 名馬の肖像2（KBS京都）
- JRA MUSIC TURF（bayfm） - レポーター
- ひるおび!（TBS、2016年3月25日）

### インターネット配信
- 細江純子のネタ帳（2022年2月18日 - 、カンテレ競馬/YouTube）[11][12]

### 執筆
- スポーツニッポン - 大阪・西部本社版競馬コーナーの予想記事（ - 2007年）
- 夕刊フジ - 日曜付け（土曜発行）の予想記事
- 「ホソジュン（細江純子）の競馬予想ブログ」（アサヒ芸能）
- 「ホソジュンのステッキなお話」（netkeiba.com、競馬総合チャンネル）
- 「ホソジュンのウマなりトーク」（JBBA NEWS〈日本軽種馬協会〉）[13]

### 声の出演

#### テレビアニメ
- ウマ娘 プリティーダービー（2018年） - 解説・本人役
- ウマ娘 プリティーダービー Season 2（2021年） - 解説・本人役

#### OVA
- ウマ娘 プリティーダービー BNWの誓い（2018年） - 解説・本人役

#### Webアニメ
- うまゆる（2022年） - 細江さん 役（本人役）

#### ゲーム
- ウマ娘 プリティーダービー（2022年） - 解説・本人 役[14][15]

#### インターネット配信
- 3分でわかった気になる名馬（2021年9月29日 - 、JRA公式チャンネル/YouTube）- 細ペン先生役[16][17]

## 書籍
- Woman j-細江純子写真集（里中李生プロデュース[18]。2001年6月、イースト・プレス）ISBN 4872572505
- ホソジュンのステッキなお話 -人気騎手・調教師インタビュー（2007年12月、ネットドリーマーズ）ISBN 4874658911